# Berit Andnor
Berit Andnor (Göteborg, 20 november 1954) is een Zweedse politica en ambtenaar namens de sociaaldemocratische Arbeiderspartij.

## Biografie
Andnor werd geboren als Berit Jacobsson en groeide op in Göteborg, tevens haar geboorteplaats, waar haar vader actief was in de vakbond. Zij verhuisde naar Östersund in Jämtland, waar ze een opleiding sociaal werk heeft gevolgd aan de Hogeschool Östersund, een hogeschool die later opging in de huidige Mittuniversitetet. Toen Andnor 23 jaar oud was, trouwde ze met Tord Andnor. Na de scheiding in 2006 hertrouwde zij met Bo Bylund, voormalig directeur-generaal van de Nationale Raad voor de Arbeidsmarkt (AMS). Uit haar eerste huwelijk heeft ze een dochter.
Andnor werd in 1991 lid van de Rijksdag, waarin ze uiteindelijk tot 2010 zitting zou hebben. Tussen 2002 en 2006 maakte ze deel uit van de regering van premier Göran Persson, eerst als minister van Kind en Gezin (2002–2004) en aansluitend als minister van Sociale Zaken (2004–2006). Van 2011 tot 2017 was Andnor actief als landshövding in de provincie Blekinge.